# Иванов, Евгений Сергеевич
Евге́ний Серге́евич Ивано́в (род. 14 февраля 1974, Москва) — российский дипломат. Чрезвычайный и полномочный посол (2018).

## Биография
Окончил Московский государственный институт международных отношений (МГИМО) МИД России (1995). Владеет английским и польским языками. На дипломатической работе с 1995 года.
В 2006—2008 годах — помощник министра иностранных дел России, заместитель директора Департамента Секретариат министра.
В 2008—2013 годах — руководитель Секретариата министра иностранных дел России.
С 22 июля 2013 по октябрь 2017 года — директор Консульского департамента МИД России.
С 2016 года — член Коллегии МИД России.
С 5 октября 2017 по 19 сентября 2019 года — заместитель министра иностранных дел России.
С 19 сентября 2019 года — статс-секретарь — заместитель министра иностранных дел России.

## Дипломатический ранг
- Чрезвычайный и полномочный посланник 2 класса (10 февраля 2014)[3].
- Чрезвычайный и полномочный посланник 1 класса (17 октября 2016)[4].
- Чрезвычайный и полномочный посол (10 февраля 2018)[5].

## Награды
- Орден Александра Невского (8 февраля 2024) — за большой вклад в реализацию внешнеполитического курса Российской Федерации и многолетнюю добросовестную дипломатическую службу[6].
- Орден Дружбы (14 мая 2016) — за большой вклад в реализацию внешнеполитического курса Российской Федерации и многолетнюю добросовестную работу[7].

## Семья
Женат, имеет двух дочерей.